# Spoorlijn Soissons - Givet
De Spoorlijn Soissons - Givet is een Franse spoorlijn tussen Soissons en Givet. De lijn is 209,2 km lang en heeft als lijnnummer 205 000.

## Geschiedenis
De spoorlijn werd tussen 1858 en 1863 aangelegd door de Compagnie des chemins de fer de l'Est. Tussen 1914 en 1942 was het gedeelte tussen Reims en Bazancourt viersporig. In 1964 werd de lijn tussen Reims en Mohon geëlektrificeerd met 25 kV wisselspanning, het gedeelte tussen Mohon en Charleville-Mézières was al in 1954 geëlektrificeerd als onderdeel van de as Rijsel - Thionville. Het trajectdeel Reims - Charleville-Mézières maakt deel uit van de hoofdlijn Parijs - Charleville-Mézières en is vooral als zodanig bekend. De hoofdroute van Parijs naar Reims takte in Bazoches aan op de spoorlijn Soissons - Givet. Met de elektrificatie van de spoorlijn Epernay - Reims - Charleville-Mézières in 1962 werd de hoofdroute verlegd langs Epernay en werd de spoorlijn Reims - Bazoches - Trilport (aansluiting op hoofdlijn) een nevenlijn.
De internationale verbinding naar Dinant is op 1988 opgeheven voor reizigers en in 1989 voor het goederenverkeer. Daarna is er tot 2000 een toeristische exploitatie geweest op Dinant - Givet door de CFV3V. Door de slechte staat van de sporen is de lijn nu buiten gebruik. Er zijn wel plannen om de internationale verbinding te heropenen voor het goederenverkeer.
Charleville-Mezieres - Givet is dubbelsporig en was oorspronkelijk een internationale hoofdlijn. Dit lijngedeelte is echter weinig gemoderniseerd en bevat talrijke bemanningintensieve beveiligingposten. Veel wissels in de stations worden nog met de hand bediend, door middel een complex van lange staven, waardoor alle wissels van het station door een wisselpost worden bediend. Door de slechte staat van het spoor, zijn er talrijke snelheidsbeperkingen.

## Treindiensten
De SNCF verzorgt het personenvervoer op dit traject met TGV en TER treinen.
| Serie      | Treinsoort | Route                                                              | Bijzonderheden                              |
| ---------- | ---------- | ------------------------------------------------------------------ | ------------------------------------------- |
| TGV 2700   | TGV (SNCF) | Paris Est – Reims – Rethel – Charleville-Mézières – Sedan          |                                             |
| TER 838200 | TER (SNCF) | Reims – Charleville-Mézières – Sedan – Thionville                  |                                             |
| TER 838300 | TER (SNCF) | Reims – Charleville-Mézières – Sedan – Thionville                  | Een trein Charleville-Mézières - Thionville |
| TER 838400 | TER (SNCF) | Reims – Charleville-Mézières – Sedan                               |                                             |
| TER 838800 | TER (SNCF) | Charleville-Mézières – Revin – Givet                               |                                             |
| TER 839200 | TER (SNCF) | Reims – Fismes                                                     |                                             |
| TER 839800 | TER (SNCF) | Reims – Châlons-en-Champagne – Saint-Dizier – Joinville – Chaumont |                                             |
| TER 840800 | TER (SNCF) | Champagne-Ardenne TGV – Reims – Charleville-Mézières – Sedan       |                                             |

## Aansluitingen
In de volgende plaatsen is of was er een aansluiting op de volgende spoorlijnen:
Soissons
RFN 229 000, spoorlijn tussen La Plaine en Anor
RFN 317 000, spoorlijn tussen Rochy-Condé en Soissons
Bazoches
RFN 072 000, spoorlijn tussen Trilport en Bazoches
Reims
RFN 074 000, spoorlijn tussen Épernay en Reims
RFN 082 000, spoorlijn tussen Reims en Laon
RFN 081 000, spoorlijn tussen Châlons-en-Champagne en Reims-Cérès
RFN 081 311, raccordement van Reims 3
RFN 081 316, raccordement van Reims 1
RFN 081 321, raccordement van Reims 2
Bazancourt
RFN 206 950, fly-over van Bazancourt
RFN 207 000, spoorlijn tussen Bazancourt en Challerange
Amagne-Lucquy
RFN 210 000, spoorlijn tussen Amagne-Lucquy en Revigny
RFN 212 000, spoorlijn tussen Hirson en Amagne-Lucquy
Mohon
RFN 204 000, spoorlijn tussen Mohon en Thionville
RFN 205 311, raccordement van Mohon
RFN 205 606, stamlijn Mohon
Charleville-Mézières
RFN 205 316, raccordement van Charleville-Mézières
RFN 223 000, spoorlijn tussen Charleville-Mézières en Hirson
Monthermé
RFN 224 000, spoorlijn tussen Monthermé-Château-Regnault-Bogny en Phade
Vireux-Molhain
RFN 200 000, spoorlijn tussen Vireux-Molhain en Vireux-Molhain grens
Givet
RFN 209 000, spoorlijn tussen Givet en Givet grens
Spoorlijn 154 tussen Namen en Heer-Agimont